# Itame coreame
Itame coreame là một loài bướm đêm trong họ Geometridae.